# Kenneth Campbell

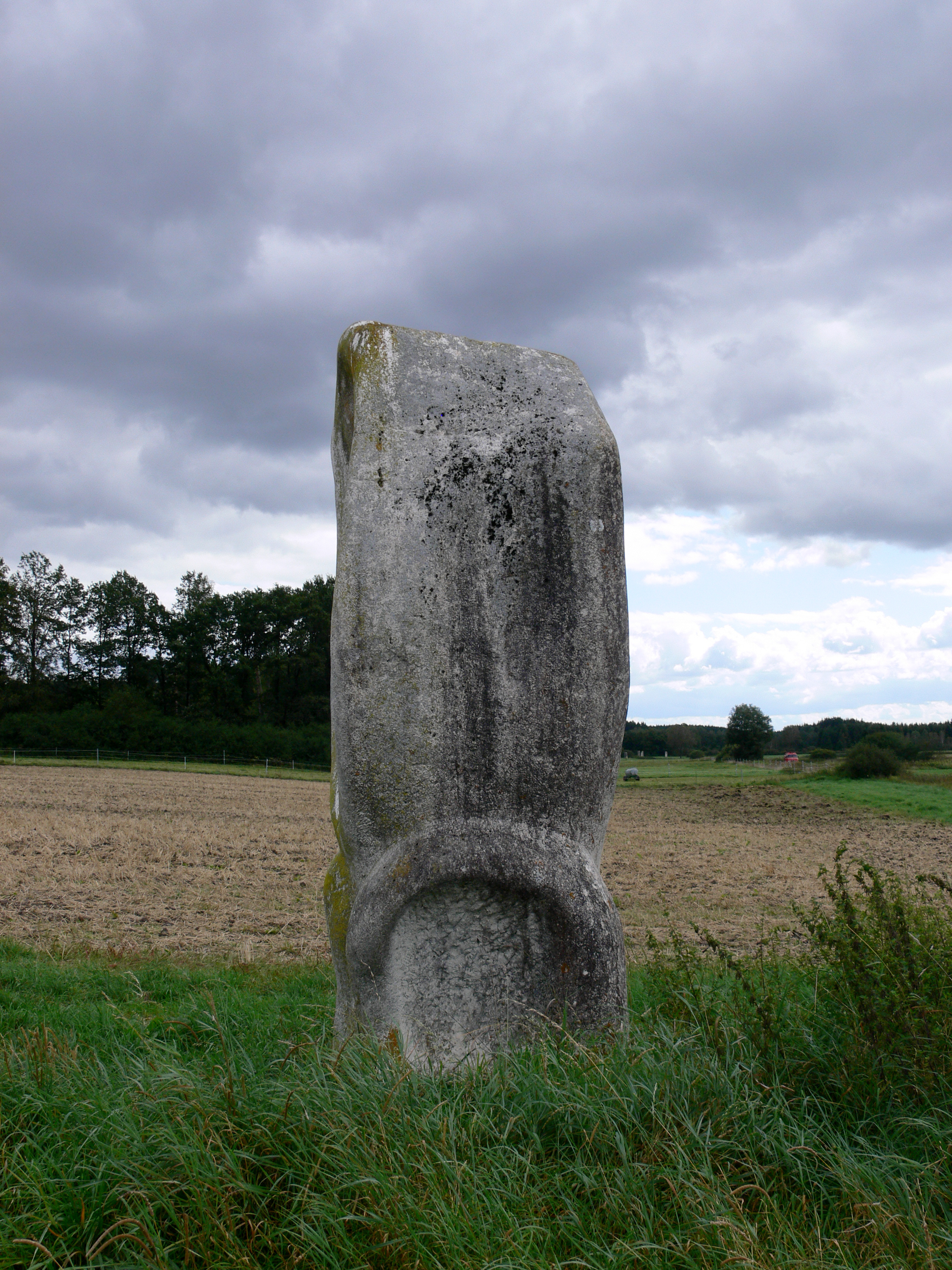
Untitled (1969/70), Oggelshausen

Kenneth Campbell (Medford (Massachusetts), 14 april 1913 – New York, 1986) was een Amerikaanse schilder en beeldhouwer.

## Leven en werk
Campbell werd geboren in West-Medford, een voorstad van Boston. Hij volgde aanvankelijk een opleiding als schilder en behoorde tot de vroege, abstract expressionistische schilders in New York. Hij was gehuwd met de kunstenares Pat Sloane (1924 - 2001) en samen met haar deelnemer aan de van 1956 tot 1963 bestaande, kunstenaarsgalerie Camino Gallery aan East 10th Street in Manhattan (New York). Zijn atelier was een trefpunt voor avantgardistische kunstenaars. Van zijn schilderijen vertelde Willem de Kooning "The objects just popped out of the canvas". Campbell besloot beeldhouwer te worden, waarin hij als autodidact slaagde. Hij werkte met graniet en marmer en taille directe.
Campbell was gedurende vijftien jaar hoogleraar aan de kunstfaculteit van de Universiteit van Maryland, College Park in College Park even buiten Washington D.C.

## Werken (selectie)
- 1959 : Ohne Titel, Symposion Europäischer Bildhauer in Sankt Margarethen im Burgenland
- 1964 : Nike, Smithsonian American Art Museum in Washington D.C.
- 1969/1970 : Untitled, Skulpturenfeld Oggelshausen in Oggelshausen (Duitsland)
- 1972 : Night - Day (2-delig), campus van de University of Maryland, College Park

- Union List of Artist Names: 500017253
- Virtual International Authority File: 95787030